# こいとれ 〜REN-AI TRAINING〜
『こいとれ 〜REN-AI TRAINING〜』（こいとれ れんあい とれーにんぐ）は、銀時計から2007年6月29日に発売された18禁恋愛アドベンチャーゲームである。

## ストーリー
舞台は現代日本。某県の地方都市・汐見台。ある日、主人公である沢崎遊は学校の校門で不思議な少女と出会う。
「ボクと恋愛してみない――？」
遊はこの学園に存在する謎の部活“恋愛部”に勧誘されたのだった。
母を失い、たった一人の妹との生活を支えなければいけない遊。
しかし恋愛部の見学をしているうちに「恋愛」に興味を持っていく。
「本気の恋」を見つけたいという部員が集う、恋愛部。年間を通して行われると言うラブ・バトルロイヤル、略してラブロワ。
遊は、そして恋愛部員達は「本気の恋」を見つける事ができるのか……？

## 登場キャラクター
沢崎遊（さわざき　ゆう）
この物語の主人公。学園の1年生。名称を変更する事はできないが、以下は主人公を“遊”で記す。
今春、病気に侵されていた母を亡くし妹と共にたった二人の生活になってしまった。そのため、幼い妹の面倒を自分でしっかり見ようと奮起し、母任せだった家事に右往左往する。
恋愛部の年間活動である“ラブロワ”に従姉弟のうたはとペアを組んで参戦する。
鹿子木ゆう（かなこぎ　ゆう）声：桜坂かい
遊と同じ名前を持つ、遊を恋愛部に勧誘したその人。恋愛部部長。3年生。身長は低いが整った顔だちであり、実家は辺り一帯に大きな影響を与える程のお金持ち。しかしそれを鼻にかけることなく自由奔放に生き、自称“超感覚”という直感だけで生きている。
謎のゲーム“ラブロワ”を作った本人。穂村恋子とペアを組んで“ラブロワ”に参戦。
穂村恋子（ほむら　こうこ）声：如月美琴
恋愛部の頭脳であり、直感だけで生きている部長を補佐する副部長。3年生。恋愛はゲームと信じ、“恋愛”の様々な知識を披露する恋愛部の「恋愛講座」を受け持つその人。鹿子木ゆうと共に“ラブロワ”とそのルールを作った。鹿子木ゆうとペアを組んで“ラブロワ”に参戦。
沢崎うたは（さわざき　うたは）声：風音
遊の姉的存在であり、不出来な家事をサポートする。2年生。生徒会役員であるが極度の上がり症で人前に出るのが苦手。運動・勉強共に隙がない。遊曰く「スーパーガール」。遊の母に習っていたピアノを得意とするが……。沢崎遊とペアを組んで“ラブロワ”に参戦。必殺のセリフは「死んじゃえば？」
遊を恋愛部から監視する目的で“ラブロワ”に参戦するが……。
小日向羽音（こひなた　はあと）声：萌木唯
男性恐怖症であり、恥ずかしくなると挙動がおかしくなる遊の先輩。2年生。図書委員であり本が好きなので、よく有名な著書の言葉を引用する。常にハート型のロケットを身につけ離さないが……。
曰く、「男性恐怖症を治すために恋愛部に入った」とのこと。比嘉曜一とペアを組んで“ラブロワ”に参戦する。
浅香小萌（あさか　こもえ）声：芹園みや
遊の幼なじみであり、陸上部のホープ。1年生。遊の事が好きなのは既に周囲にはバレバレだが、二人とも今の関係を壊さないように距離を保っている。
彼が恋愛部に入ったと知って、自身も恋愛部と陸上部を兼任する。沢崎海とペアを組んで“ラブロワ”に参戦。
とある理由から、左右の視力に開きがある。

## サブキャラクター
沢崎海（さわざき　うみ）声：河合春華
遊の実の妹。小学2年生。小萌の恋を応援したりするなど、おませな一面をのぞかせるが心中はやはりまだ子供のもの。
恋愛部に部外者ながら、浅香小萌とペアを組んで“ラブロワ”に参戦する。
篠原蛍子（しのはら　けいこ）声：彩世ゆう
遊の同級生。1年生。
遊にいきなり告白（まがい）をしてしまい、それが彼の恋愛部入部の背中を押した要因の一つである。女子バスケットボール部のマネージャーとして日々部活に励み、姉である雅を待っている。
姉の雅とペアを組んで“ラブロワ”に参戦する。
篠原雅（しのはら　みやび）声：彩世ゆう
篠原蛍子の姉。2年生。
遊び好きで、タバコではないがそれに良く似た「ハーブ」を吸っている。過去にバスケットボール部に所属していたが、とある理由から今は退部している。
恋愛部では、遊や羽音をからかう役。妹の蛍子とペアを組んで“ラブロワ”に参戦する。
比嘉曜一ひが よういち）声：西野真人
冷徹で計算高い恋愛部員。2年生。
滅多に恋愛部に顔を出すことは無く、恋愛に特に興味もないがなぜか恋愛部員。情報を集め、それを分析し他人の気持ちや行動を推察することに長けていて、頭の良さは穂村恋子匹敵する。
小日向羽音とペアを組んで“ラブロワ”に参戦する。
渡会俊之（わたらい としゆき）声：福井信介
遊や小萌の友達。1年生。
彼の持つ、自称“女子手帳”には女の子関係のデータが詰まっている。遊と小萌の関係を応援し、時に2人の背中を押す良き友人。
後に篠原蛍子を好きになるが、彼の“本命”との間で揺れ動く事になる。

## スタッフ
- 原画 - 来栖達也、あおぎりぺんた、こもわた遙華（SD原画）
- シナリオ - なかひろ
- 音楽 - TILDE

## 関連商品
- 『「こいとれ 〜REN-AI TRAINING〜」Original Soundtracks』

## 備考
『メガストア』2011年6月号の付録に収録されている。